# Historia del uniforme del Club Universitario de Deportes

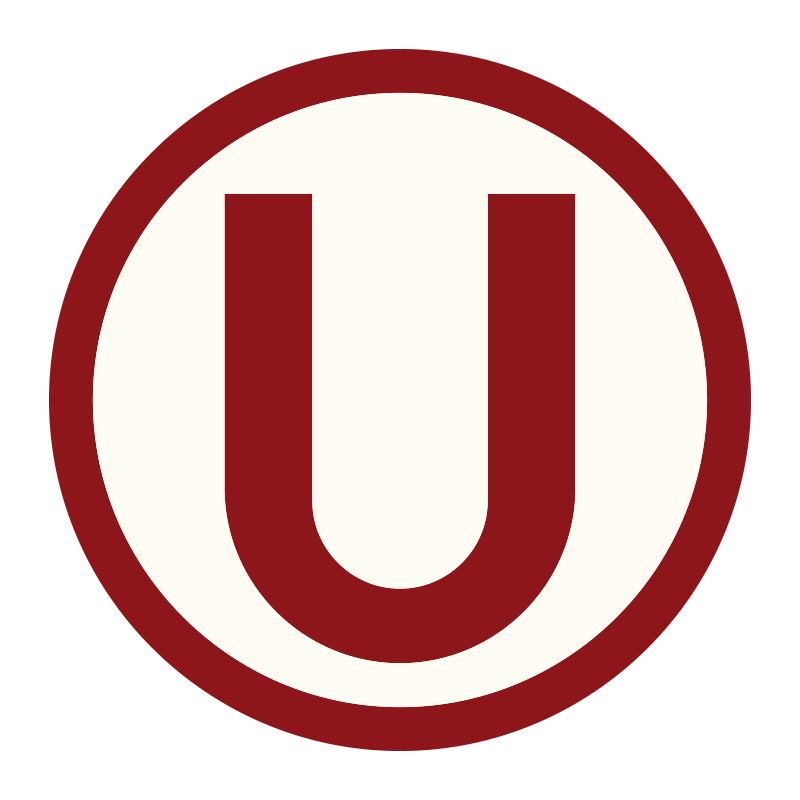
Escudo de Universitario de Deportes con los colores crema y granate, los cuales son usados en su indumentaria titular.

La historia del uniforme del Club Universitario de Deportes se remonta a 1924, año de fundación del club. Originalmente fue de color blanco y posteriormente se cambió por el color crema, el cual se mantiene hasta la actualidad
Para la temporada 2025, los colores usados en el uniforme son:
- Uniforme titular: Camiseta crema, pantalón crema, medias negras.
- Uniforme alternativo: Camiseta granate con líneas verticales cremas, pantalón negro, medias granates.
- Tercer uniforme: Camiseta cobre con un tramado lineal en un tono más oscuro con detalles en granate y marrón en el cuello y los laterales, pantalón granate, medias cobre.

## Uniforme titular
El uniforme original de Universitario de Deportes era blanco y tenía una gran «U» roja en el pecho. Sin embargo, poco antes del debut oficial, ocurrió lo siguiente:

«Universitario debía presentarse a disputar un encuentro, pero increíblemente no contaba con su juego de uniformes porque lo había enviado a la lavandería, que aún no tenía la indumentaria lista. Los dirigentes presionaron a la lavandería para que les dé los uniformes lo más pronto posible. Pero las casaquillas se las devolvieron de color crema».
 Luciano Rico Molina (2001).

Lo que ocurrió fue que en la lavandería se olvidaron de despegar las insignias y al lavar los uniformes las insignias rojas se fueron destiñendo y terminaron dejando los uniformes con una coloración crema. Otra versión dice que en la empresa encargada de confeccionar las camisetas, se equivocaron de color, enviando el uniforme color crema. Como el primer encuentro era muy pronto, optaron por utilizar ese uniforme y como el resultado fue bueno, quedó para siempre.

### Evolución
|  | 1924-1928 | 1933-1956 | 1972-1984 | 1985 | 1986 | 1987          | 1988          | 1989-1990     | 1991          | 1992 |
|  | 1993      | 1994      | 1995      | 1996 | 1997 | Apertura 1998 | Clausura 1998 | Apertura 1999 | Clausura 1999 | 2000 |
|  | 2001      | 2002      | 2003      | 2004 | 2005 | 2006          | 2007          | 2008          | 2009          | 2010 |
|  | 2011      | 2012      | 2013      | 2014 | 2015 | 2016          | 2017          | 2018          | 2019          | 2020 |
|  | 2021      | 2022      | 2023      | 2024 | 2025 |               |               |               |               |      |

## Uniforme alternativo
A lo largo de la historia Universitario de Deportes ha contado con numerosos uniformes alternos. Generalmente, usó como uniforme alterno camiseta y pantalón de color granate. La única variante se ha dado en los calcetines que han sido de color negro o granate y con una franja horizontal crema.

### Evolución
|  | 1937 | 1938 | 1945 | 1948-1984 | 1985-1986 | 1987-1988 | 1989-1990 | 1991      | 1992      | 1993      |
|  | 1994 | 1995 | 1996 | 1997-98   | 1999      | 2001      | 2002-2003 | 2003-2004 | 2005-2006 | 2007-2008 |
|  | 2009 | 2010 | 2011 | 2012      | 2013      | 2014      | 2015      | 2016      | 2017      | 2018      |
|  | 2019 | 2020 | 2021 | 2022      | 2023      | 2024      | 2025      |           |           |           |

## Tercer uniforme
Desde el año 2016 Universitario de Deportes incluye un tercer uniforme dentro de su equipamiento oficial. Hasta 2021 este tercer uniforme fue de color negro con detalles en las mangas de la camiseta, los bordes del pantalón y las medias de color dorado.

### Evolución
|  | 2016 | 2017 | 2018 | 2019 | 2020 | 2021 | 2023 | 2024 | 2025 |

## Uniformes especiales

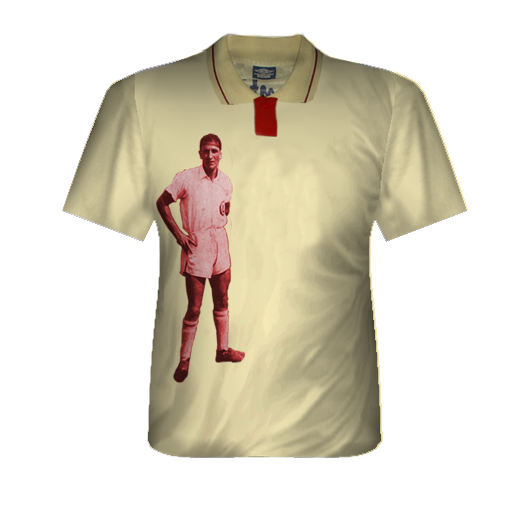
Camiseta en homenaje a Lolo Fernández utilizada en 1997.

El 17 de septiembre de 1997, durante un partido ante Sporting Cristal por el Torneo Clausura de aquel año, los futbolistas de Universitario utilizaron una camiseta con la imagen de Lolo Fernández (ídolo del club) estampada en el pecho. En mayo de 2013 el club lanzó una camiseta por el centenario de Lolo Fernández. Esta camiseta de diseño retro fue usada en tres partidos del Campeonato Descentralizado 2013, además de la final del torneo contra Real Garcilaso. El portal The Football Attic la incluyó dentro de las 50 camisetas más hermosas de la historia del fútbol.
En el año 2014, con motivo del 90° aniversario del club, la empresa Umbro diseñó una camiseta con estilo de los años 1970 y principios de los 80, con varios detalles de la fundación del club y con el escudo rodeado de 26 estrellas, una por cada campeonato ganado por Universitario. Este camiseta también tuvo una versión alternativa de color granate.
El 18 de octubre de 2018, el club presentó una camiseta con motivo del día mundial de la lucha contra el cáncer de mama. Esta campaña se realizó conjuntamente con Marathon Sports (empresa proveedora de la indumentaria) y OncoSalud, esta última realizó chequeos preventivos gratuitos a personas de escasos recursos, por cada camiseta vendida.

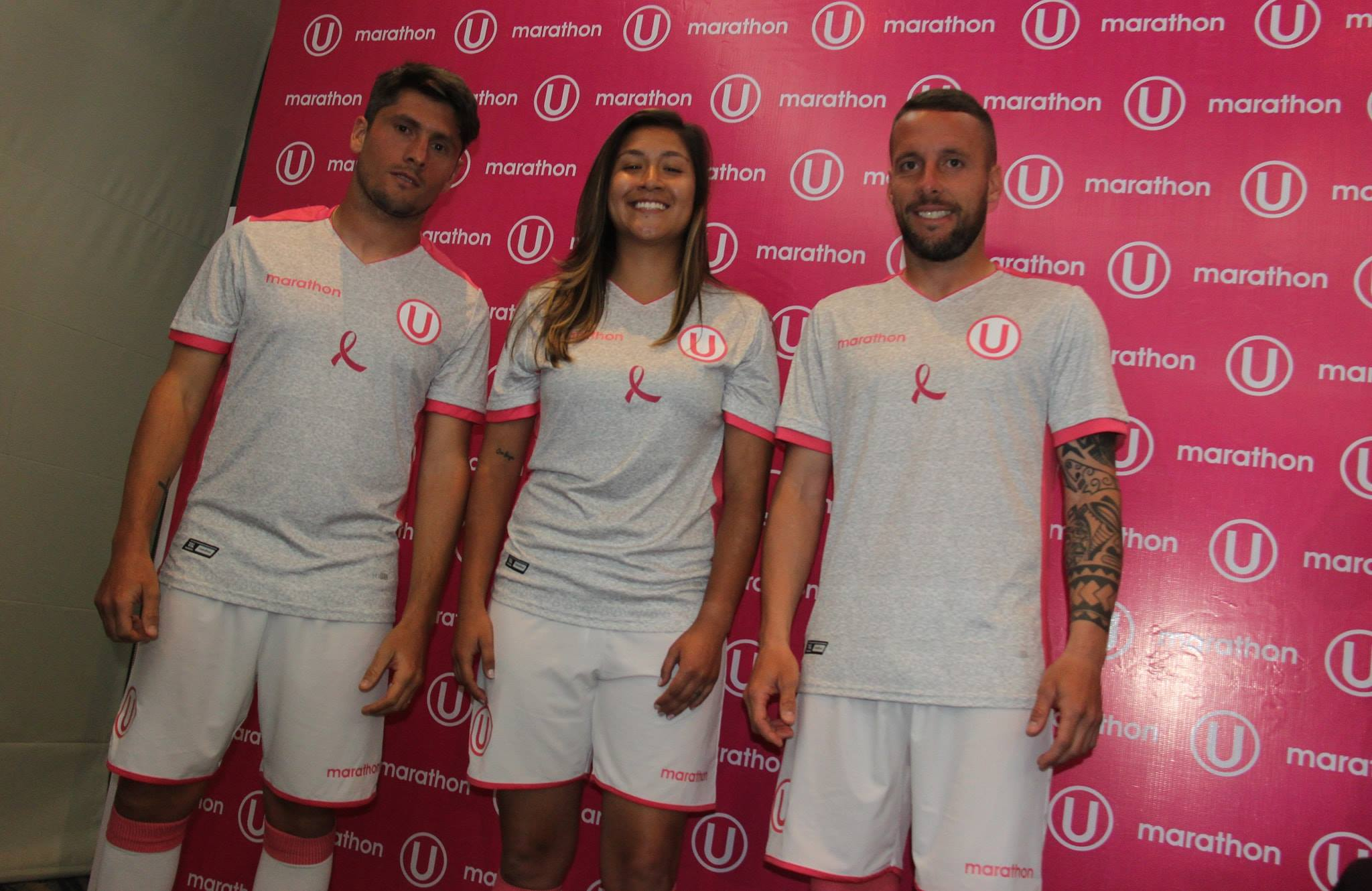
Camiseta con motivo del día mundial de la lucha contra el cáncer de mama.

En 2019 la «U» presentó una camiseta conmemorativa por su 95° aniversario con un diseño retro con cuello en V y con cordones como las camisetas de antaño. El fabricante Marathon Sports se inspiró en el modelo usado por el club en 1927, un año antes de su primera participación en un torneo oficial organizado por la Federación Peruana de Fútbol.
En septiembre de 2020 el club junto con Marathon lanzaron una camiseta para conmemorar el Día Mundial del Alzheimer. Esta camiseta tuvo como diseño principal un gráfico que imitaba las redes neuronales que conforman el cerebro, el cual se presenta en color morado —sobre un fondo gris claro— que también aparece para un gradiente en la parte baja y en otros elementos como los costados, el cuello y el escudo. Este uniforme también tuvo una versión alternativa con los mismos colores pero invertidos.
En julio de 2021 Universitario presentó un uniforme conmemorativo por el Bicentenario de la Independencia del Perú. La camiseta fue confeccionada con los colores característicos del club (crema y granate) con la tradicional franja diagonal usada por la selección peruana en su indumentaria desde 1936. El uniforme fue usado por el club durante todo el mes de julio.
En octubre de ese mismo año, la «U» también lanzó una camiseta en homenaje al primer bicampeonato obtenido por el club en 1946. Esta vez, a diferencia de otros diseños, el color crema fue más claro y el escudo estuvo acompañado por dos estrellas doradas.
En noviembre de 2023, la camiseta que Universitario de Deportes lanzó por el centenario del nacimiento de Lolo Fernández el año 2013, fue designada como la más hermosa del mundo al ganar un concurso mundial de camisetas deportivas de fútbol denominado «#KitWorldCup», organizado a través de la red social X por The Football History Boys. De acuerdo con el diario El Comercio, en el concurso participaron camisetas memorables como la de Boca Juniors (1981-82), Barcelona (1990-00), Ajax (1995-96), Milan (1988-90), entre otras. A pesar de la dura competencia, la de Universitario logró llegar a la final, en donde se impuso a la histórica mica de Newcastle (1995-97). En total participaron más de 87 500 votantes.
|  | 1997-98 Homenaje a Lolo Fernández          | 2001 48° Aniversario del Retiro de Lolo Fernández     | 2005 Despedida de José Luis Carranza | 2013 100° Aniversario de Lolo Fernández         | 2014 90° Aniversario del Club Titular | 2014 90° Aniversario del Club Alternativa | 2018 Lucha Contra el Cáncer de mama | 2019 95° Aniversario del Club | 2020 Día Mundial del Alzheimer | 2021 200° Aniversario del Perú Titular      |
|  | 2021 200° Aniversario del Perú Alternativa | 2021 75° Aniversario del Primer Bicampeonato del Club | 2022 Homenaje al Hincha              | 2022 70° Aniversario del Estadio Lolo Fernández | 2022 Homenaje a Héctor Chumpitaz      | 2023 Homenaje al Hincha                   | 2023 99° Aniversario del Club       | 2024 Homenaje al Hincha       | 2024 100° Aniversario del Club | 2025 25° Aniversario del Estadio Monumental |
|  | 2025 101° Aniversario del Club             |                                                       |                                      |                                                 |                                       |                                           |                                     |                               |                                |                                             |

## Patrocinio
A inicios de los años 1980, los uniformes de la mayoría de los clubes peruanos eran casi artesanales y creados por cualquier fábrica textil de Lima. En 1985, Universitario firmó un contrato con la compañía estadounidense Power, convirtiéndose así en el primer equipo de los tres grandes del fútbol peruano en utilizar uniformes confeccionados por una empresa especializada.
Desde el año 2018, la indumentaria es provista por la empresa ecuatoriana Marathon Sports, quien provee desde el uniforme deportivo hasta la ropa extra-deportiva del primer equipo, el equipo de fútbol femenino, la reserva, las divisiones menores, así como de los equipos de vóleibol, futsal y baloncesto. A su vez, la camiseta desde el 2023 lleva como patrocinador principal a la casa de apuestas peruana Apuesta Total, de la cual lleva el logo en el centro de la misma. Las siguientes tablas detallan cronológicamente las empresas proveedoras de indumentaria y los patrocinadores que ha tenido el club desde el año 1985 hasta la actualidad:
| Período       | Proveedor |
| ------------- | --------- |
| 1985-1987     |           |
| 1987-1990     |           |
| 1991-1994     |           |
| 1995-1999     |           |
| 2000-2001     | Prime     |
| 2002-2017     |           |
| 2018-presente |           |

| Período       | Patrocinador             |
| ------------- | ------------------------ |
| 1989          | Nashua                   |
| 1992-1993     | Anchor                   |
| 1994          | Nicolini                 |
| 1995-2001     | Cusqueña                 |
| 2002          | MiBanco, Aero Continente |
| 2003-2004     | LG Electronics           |
| 2005          | Cusqueña                 |
| 2006          | Belson, Cusqueña         |
| 2007-2009     | Grupo Santo Domingo      |
| 2010          | Samsung                  |
| 2011          | Grupo Santo Domingo      |
| 2013          | Hyundai                  |
| 2014          | Plaza Norte              |
| 2015          | Cerveza Cristal          |
| 2016          | Umbro                    |
| 2017          | Betfácil, Anypsa         |
| 2019-2021     | Caja Huancayo            |
| 2022          | Marcadores 247           |
| 2023-presente | Apuesta Total            |